# Irchonwelz
Irchonwelz [iʀʃɔ̃we] (en picard El Chonwé) est une section de la ville belge d’Ath située en Wallonie picarde dans la province de Hainaut. C’était une commune avant la fusion des communes de 1977.
Les habitants d'Irchonwelz sont appelés les Urchons.

## Toponymie
Le nom de la localité est attesté sous la forme latinisée Ericii vadum en 1170, puis sous les formes romanes Hyrezonuuez, Hirizonwez vers 1175, Hirechonweis en 1211, Hyreson[gu]es, Hirchenuuez en 1222.
Il s'agit manifestement d'un toponyme composé de deux éléments, d'une part Irchon- forme chuintée et contractée correspondant au français hérisson. D'ailleurs, la forme « francienne » (ou francisée) apparaît alternativement dans les mentions anciennes (Hyrezon-, Hirizon, Hyreson-). D'autre part, l'élément
-welz qui, comme le montrent les formes anciennes, représente wez, weis forme d'oïl septentrionale correspondant au français gué et ayant la même étymologie, à savoir le moyen bas francique *wad̄ « petit étang, gué » (cf. le moyen néerlandais wat « endroit guéable » et la forme féminine correspondante wade « petit étang »). L'ajout d'un l intercalaire entre le e et le z a affecté cet appellatif dans la toponymie belge, contrairement à ce qu'on observe dans le nord de la France (cf. Wez). Le sens global du toponyme est donc le « gué du hérisson ».
Ce « wez » est vraisemblablement un passage à gué sur la Dendre. En picard, le toponyme a continué d'évoluer phonétiquement, une mécoupure ayant amené à une appellation avec article el « le » d'où El Chonwé, qui tout naturellement associé à la préposition à donne al (èj vai al Chonwé : je vais à Irchonwelz).

## Évolution démographique
- Sources : INS, Rem. : 1831 jusqu'en 1970 = recensements, 1976 = nombre d'habitants au 31 décembre.

## Histoire
Le site d'Irchonwelz a été occupé dès le début du néolithique vers 5000 av. J.-C. par des populations originaires de la vallée du Danube. Un site archéologique a été mis au jour dans le lieu-dit "Bonne Fortune" durant des fouilles effectuées dans le bassin de la Dendre en 1978. Sur base de ses découvertes, une maison typique a été reconstruite avec les outils de l'époque et est visitable dans l'archéosite d'Aubechies.

## Armoiries
|  | Blason d'Irchonwelz Blasonnement : Bandé d'or et d'azur à l'ombre de lion brochant sur le tout et à la bordure engrêlée de gueules. - Délibération communale : 17 octobre 1909 - Arrêté royal : 21 juillet 1923 - Moniteur belge : 18 septembre 1923 |

## Liste des bourgmestres de 1830 à 1977
- Ursmar Depotte, de 1932 à 1946, (POB).

## Patrimoine et culture

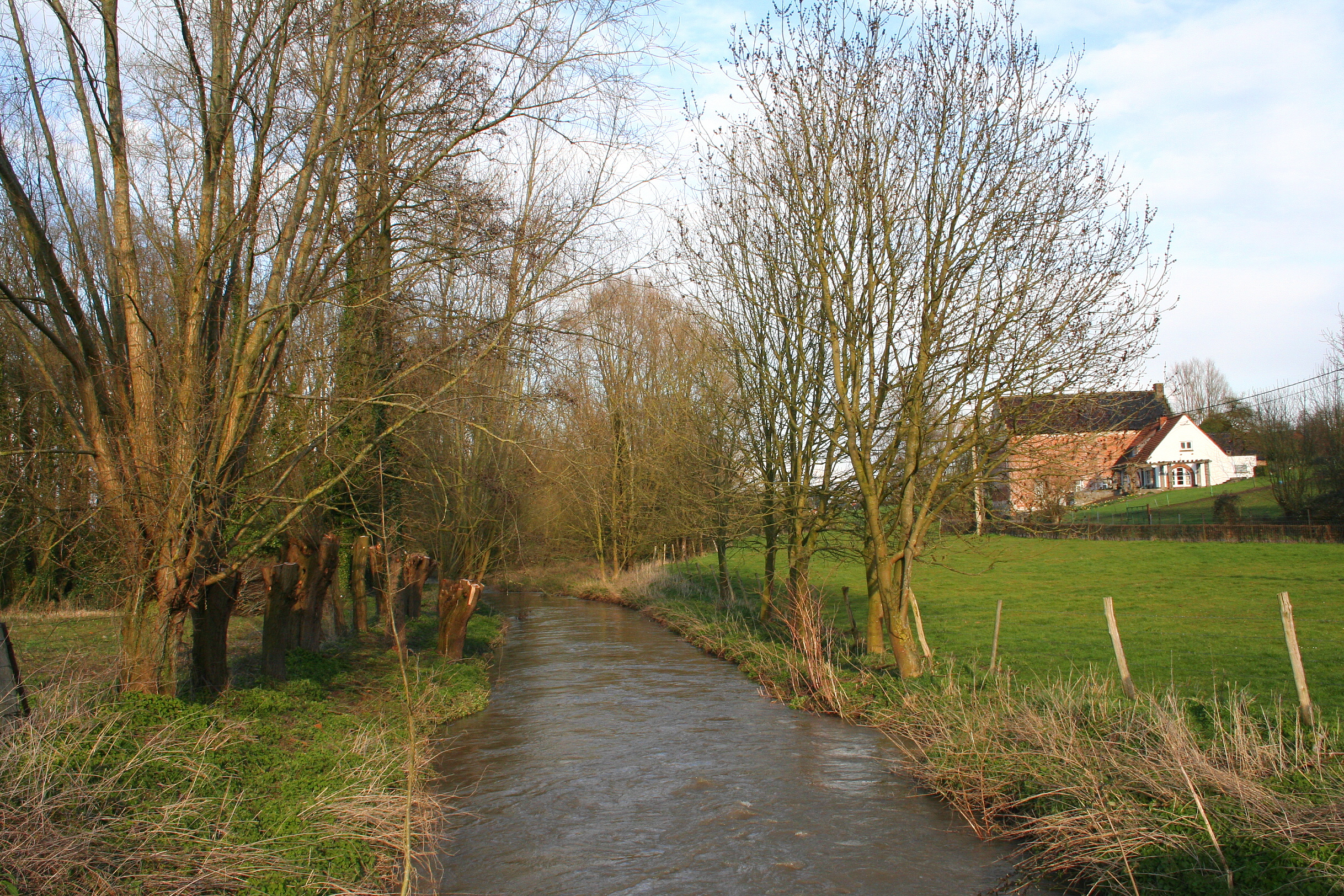
La Dendre Occidentale vue du pont Mouchon.

### Monuments
- L'Église Saint-Denis.

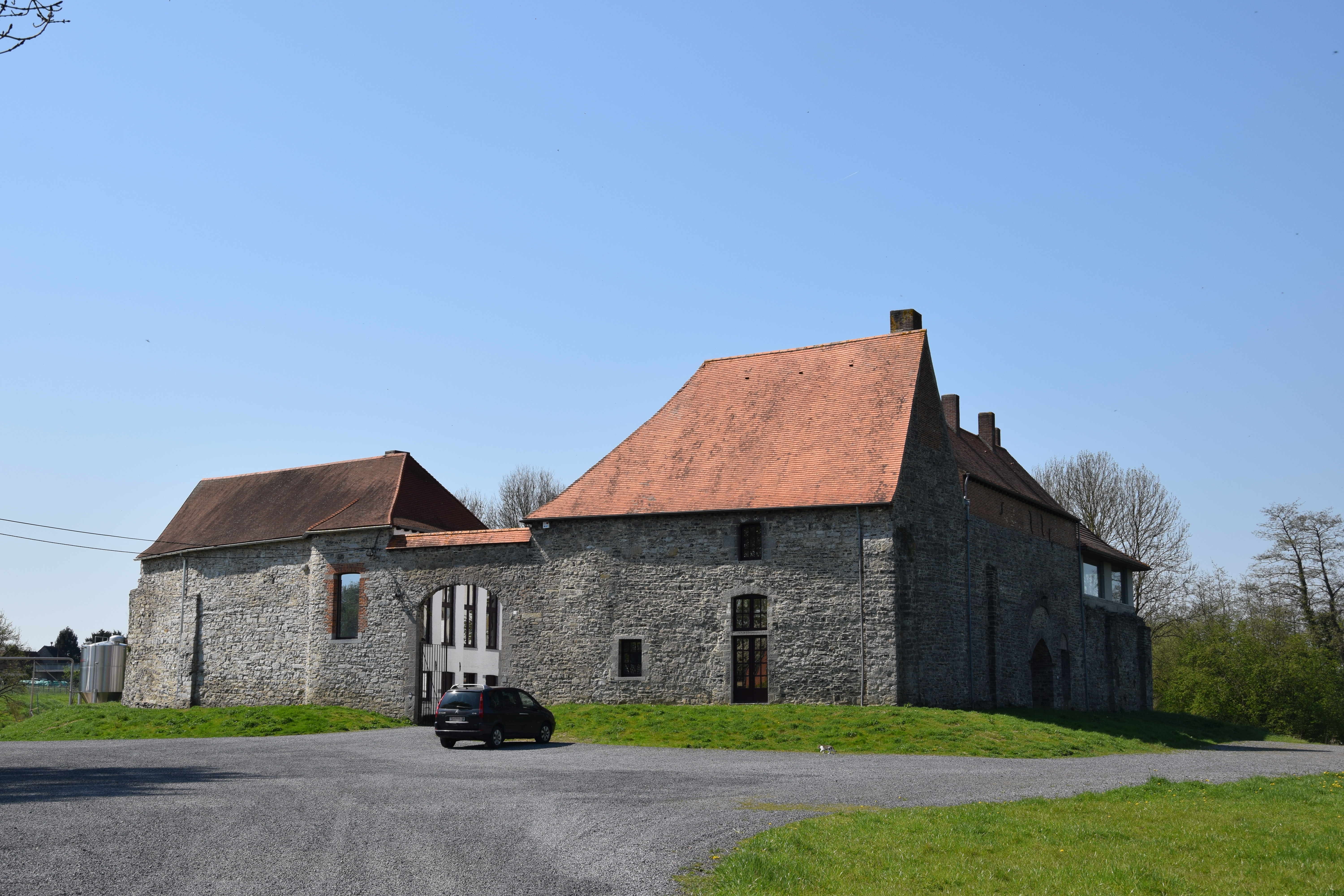
La maison forte (Le Castel, XIIIe siècle), siège de l'actuelle « Brasserie des Légendes ».

- La chapelle baroque de Notre-Dame au chêne.
- Le Castel d'Irchonwelz : datant du XIIIe siècle. Il a été récemment transformé en Brasserie des Géants.
- Le manoir du XVIIe siècle.
- Le château du Bon Revoir: actuellement l'ITCF Renée Joffroy Historique de l'école.

### Associations culturelles
- Le Jeune Théâtre Saint-Denis : troupe théâtrale locale produisant une pièce annuelle dans le théâtre de la salle paroissiale d'Irchonwelz
- Association P'tits Urchons
- Fanfare Royale Union Saint-Denis d'Irchonwelz : accompagne le géant Ambiorix lors de la Ducasse d'Ath.
- Chorale A Cœur Joie;

#### Langue régionale
Picard, étudiée par Louis Vindal dans son "Lexique du parler picard d'Irchonwelz" (1995).

## Économie

### Bières locales produites par laBrasserie des Géants
- Gouyasse.
- Goliath Triple.
- Saison Voisin.
- Urchon.
- Ducassis.